# Jean-Paul Van Bellinghen
Jean-Paul Van Bellinghen (Mechelen, 21 oktober 1925 - Brussel, 5 december 1993) was een Belgisch diplomaat.

## Biografie
Jean-Paul Van Bellinghen promoveerde tot doctor in de rechten aan de Katholieke Universiteit Leuven. In 1949 liep hij stage bij de Verenigde Naties. Vervolgens was hij verbonden aan de Internationale Burgerluchtvaartorganisatie in Montreal en het Center for International Affairs van de Harvard-universiteit in de Verenigde Staten.
In 1952 trad hij in dienst van Buitenlandse Zaken. Van 1956 tot 1958 was hij attaché in Caïro. Vervolgens was hij geaccrediteerd in Washington en bij de Verenigde Naties in New York. Hij was lid van de Belgische vertegenwoordiging bij de VN tijdens de Congocrisis.
Van Bellinghen keerde in 1963 terug naar Brussel en werd woordvoerder van het ministerie van Buitenlandse Zaken. Vervolgens werd hij kabinetsmedewerker van minister van Buitenlandse Zaken Renaat Van Elslande (CVP) en minister van Buitenlandse Handel Hector De Bruyne (VU). Van 1971 tot 1973 was hij permanent vertegenwoordiger bij de Verenigde Naties in Genève. Van 1980 tot 1983 was Van Bellinghen ambassadeur in Kinshasa en van 1984 tot 1990 in Londen.
Hij was tevens docent aan het Institut d'études politiques van de Université Grenoble-Alpes.